# Овида

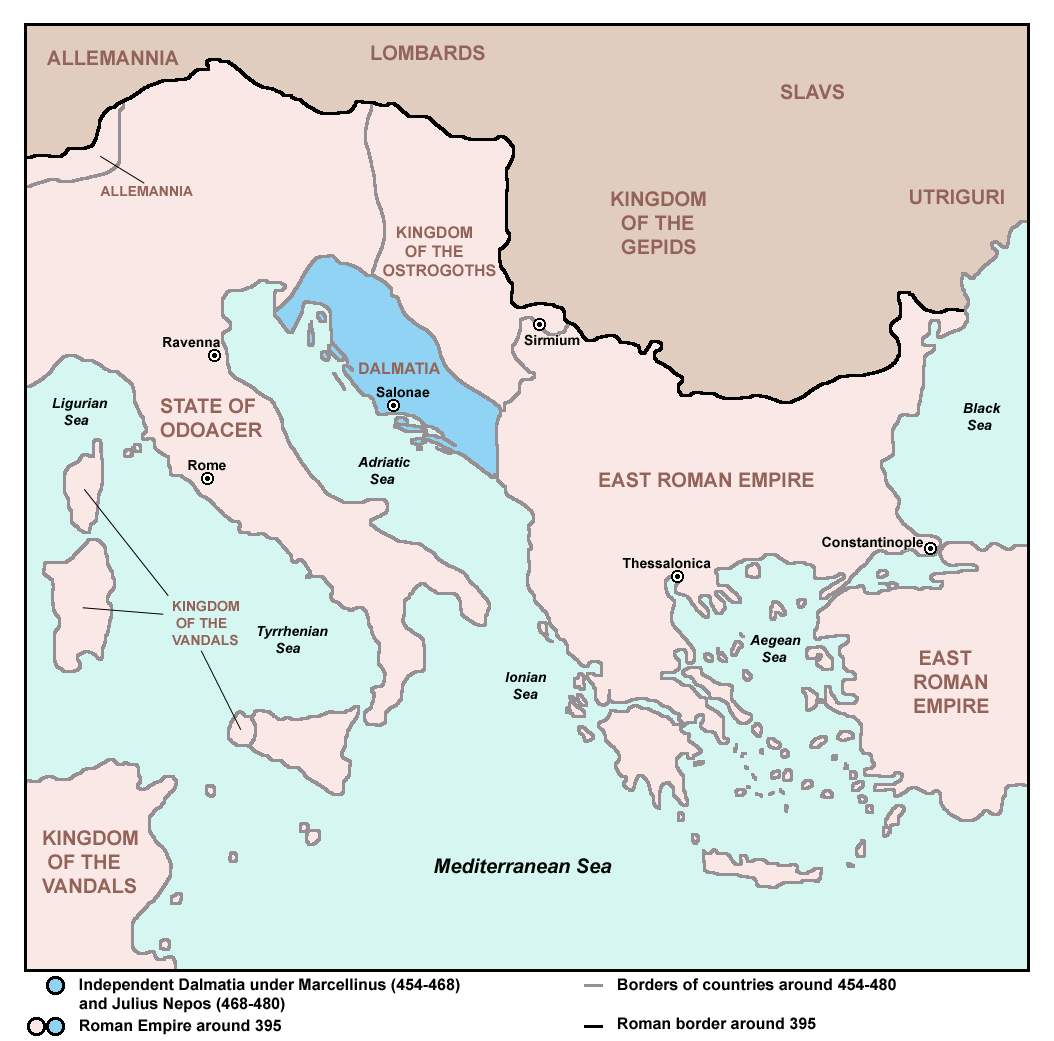
Далмация при Марцеллине и Юлии Непоте

Овида (Одива; лат. Ovida или Odiva; казнён в 481 или 482, Далмация) — военачальник Западной Римской империи; участник убийства императора Юлия Непота в 480 году; последний римский правитель Далмации с 480 года; казнён правителем Италии Одоакром.

## Биография
Овида известен из нескольких раннесредневековых исторических источников: хроник Марцеллина Комита и Кассиодора, «Старших Венских фастов», «Копенгагенского продолжения „Хроники“ Проспера Аквитанского» и «Византийской истории» Малха Филадельфийца.
По ономастическим данным Овида был германцем: возможно, готом, так как такое же имя было у деда короля Гебериха, правившего в первой половине IV века. В первых свидетельствах об Овиде он упоминался как комит, служивший под началом военного магистра Далмации Юлия Непота, сменившего в 468 году в этой должности своего дядю Марцеллина. Также как и другие территории Балканского полуострова Далмация пострадала от Великого переселения народов. Однако здесь сохранились гражданская и военная администрации времён Римской империи. Региональным центром Далмации был город Салона. Основой её экономики было поддержание торговых связей между городами Балканского полуострова и Италии. На доходы от торговли римские правители Далмации второй половины V века содержали сухопутное войско и военно-морской флот, не прибегая к финансовой помощи императорских дворов в Константинополе и Равенне. Бо́льшую часть далматинской армии составляли наёмники из различных германских народов. Возможно, одним из таких наёмников был и Овида.
В июне 474 года Юлий Непот сверг императора Глицерия и сам стал правителем западной части Римской империи. Своему предшественнику на престоле он сохранил жизнь, но заставил принять духовный сан и назначил епископом Салоны. Однако уже 28 августа 475 года Юлий Непот был смещён с престола главой федератов-варваров Флавием Орестом, который 31 октября провозгласил императором своего сына Ромула Августа. Свергнутый Юлий Непот бежал в Далмацию, которой стал править как независимый от нового правителя Западной Римской империи властитель. Его свержение не было поддержано ни императором Византии Зиноном, ни управлявшим Суасонской областью Сиагрием. С их точки зрения единственным законным правителем западной части Римской империи оставался Юлий Непот. Такое же положение вещей сохранилось и после того, как в сентябре 476 года новым властителем Италии стал Одоакр, основавший на Апеннинском полуострове первое в истории этой части Римской империи варварское королевство — государство Одоакра.
За Юлием Непотом последовал в Далмацию и Овида. Возможно, в то время он имел должность комита доместиков: то есть командира личной охраны Юлия Непота. Однако в 480 году — по разным данным, 25 апреля, 9 мая или 22 июня — на вилле вблизи Салоны он и комит Виатор убили Юлия Непота. О причинах, сподвигших этих военачальников на убийство императора, в раннесредневековых источниках не сообщается. По утверждению Малха Филадельфийца, зачинщиком убийства был епископ Глицерий, который таким образом отомстил Юлию Непоту за своё свержение. Возможно, убийц толкнуло на преступление нежелание участвовать в подготавливаемом с 479 года Юлием Непотом походе против Одоакра. Вторжение в Италию могло втянуть жителей Далмации в долгую и кровопролитную войну, которая негативно сказалась бы на их благосостоянии. В этом случае, какую-то роль в организации убийства мог играть и Одоакр. По ещё одному предположению, убийство было осуществлено по наущению далматинской знати, желавшей таким образом положить конец разногласиям Зинона и Юлия Непота, вызванным намерением правителя Далмации военным путём возвратить себе престол Западной Римской империи.
Какими бы ни были причины убийства Юлия Непота, осуществившие его персоны получили полную поддержку как среди знати, так и среди военных Далмации. Никак не отреагировал на убийство и император Зинон, занятый в то время военными действиями против остготов Теодориха Великого. Это позволило Овиде самому стать правителем этой части бывшей Римской империи. Его юридический статус в то время точно не известен: возможно, подобно Одоакру, он провозглашал себя только военным магистром, управлявшим Далмацией от имени византийского императора Зинона. Не сохранилось ни одной монеты, в легенде которой упоминалось бы имя Овиды. Однако несколько монет с упоминанием Зинона могли быть изготовлены в Далмации в то время. Как бы то ни было, Овида самовластно правил Далмацией не менее полутора лет.
Получение Овидой власти над Далмацией путём убийства бывшего императора не было признано Одоакром. Объявив себя мстителем убийцам Юлия Непота, в 481 или 482 году правитель Италии совершил поход в Далмацию. Первой жертвой Одоакра был Виатор, в октябре казнённый по приказу властителя Италии. Несколько позже — 27 ноября или 9 декабря — казнён был и Овида: по утверждению Кассиодора, пленённый Овида был собственноручно убит Одоакром. Судя по времени прошедшему между гибелью Виатора и Овиды, их сторонники оказывали вторжению Одоакра упорное сопротивление. После же смерти Овиды Далмация была присоединена к государству Одоакра, став личным владением её правителя. Присоединение столь крупной части бывшей Западной Римской империи не только значительно усилило влияние Одоакра в Италии, но и позволило ему начать вести внешнюю политику, более независимую от императорского двора в Константинополе.

## Комментарии
1. ↑  Хотя в раннесредневековых источниках о точном местонахождени виллы не сообщается, предполагается, что это мог быть дворец Диоклетиана[2][13].
2. ↑  Скорее всего, в 481 году, так как отнесение похода итальянского войска в Далмацию к 482 году вызывает сомнение из-за столь долгого бездействия Одоакра[13].